# Lac Philippe
Lac Philippe är en sjö i Kanada.   Den ligger i regionen Outaouais och provinsen Québec, i den sydöstra delen av landet, 30 km nordväst om huvudstaden Ottawa. Lac Philippe ligger 171 meter över havet. Arean är 0,84 kvadratkilometer. Den ligger vid sjön Lac Mousseau. Den sträcker sig 2,1 kilometer i nord-sydlig riktning, och 1,5 kilometer i öst-västlig riktning.
I omgivningarna runt Lac Philippe växer i huvudsak lövfällande lövskog. Runt Lac Philippe är det glesbefolkat, med 15 invånare per kvadratkilometer.